# Yukinari Sugawara
Yukinari Sugawara (28 de juny de 2000) és un futbolista japonès.
Comença la seua carrera professional al Nagoya Grampus el 2018.
Va debutar amb la selecció del Japó el 2020.

## Estadístiques
| Selecció del Japó | Selecció del Japó | Selecció del Japó |
| Anys              | Partits           | Gols              |
| ----------------- | ----------------- | ----------------- |
| 2020              | 1                 | 0                 |
| Total             | 1                 | 0                 |